# Голубая дыра

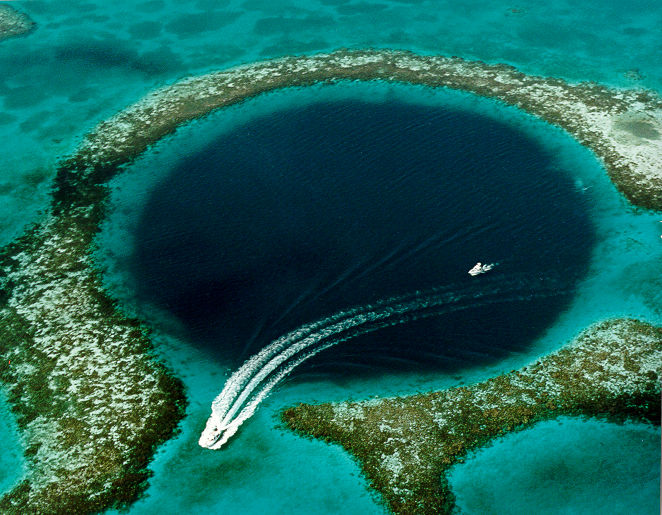
Большая голубая дыра в Белизе

Голубая дыра (англ. blue hole) — подводная пещера или глубокое вертикальное углубление. Термин голубая дыра — это общее название для карстовых воронок, заполненных водой и находящихся ниже уровня моря. Своё название получили из-за впечатляющего контраста глубокой тёмно-голубой воды и более светлой воды вокруг.

## Образование
Многие голубые дыры образовались во время ледникового периода, когда уровень поверхности воды был ниже на 100—120 метров, например, в результате вымывания трещин в известняковых породах под действием дождевых вод. Позднее же уровень моря, который был гораздо ниже во времена ледникового периода (ок. 15 000 лет до н. э.), повысился до нынешнего уровня.
Величина голубых дыр может быть разной. Самой глубокой является голубая дыра, расположенная в акватории Парасельских островов — Дыра Дракона. По местным рыбацким легендам, Царь обезьян получил посох исполнения желаний от живущего здесь дракона — повелителя подводного царства. По результатам измерений китайских специалистов, в глубину воронка достигает 300,89 метров. В верхней части дыры обнаружено более 20 видов живых существ, а на глубине более 100 метров, где кислорода нет, жизни не обнаружено.
Голубая дыра Таам Джа, которую открыли в 2021 году, изначально считалась глубиной 900 футов. В 2024 году группа океанографов из Мексики совершило новое погружение, которое показало, что глубина Таам Джа' составляет не менее 420 метров . 
Это делает ее на 393 фута глубже, чем предыдущая голубая дыра-рекордсмен: голубая дыра Санша Юнлэ, или Дыра Дракона, в Южно-Китайском море, глубиной 987 футов https://www.unian.net/science/nauchnye-otkrytiya-uchenye-nashli-samuyu-glubokuyu-podvodnuyu-voronku-v-mire-12623169.html.
До этого самой глубокой считалась Голубая дыра Дина на багамском острове Лонг-Айленд: 202 метра. Ближе к поверхности она имеет округлую форму, с диаметром от 25 до 35 м, а начиная с глубины в 20 метров дыра расширяется до 100 м в диаметре.
Большая голубая дыра в составе Белизского барьерного рифа имеет диаметр 305 м, глубину — 120 м. Голубая дыра в Красном море у побережья Египта имеет глубину 130 метров. Таам Джа (Taam Ja’) в заливе Четумаль у полуострова Юкатан имеет глубину 274 метра.